# Prälat-Hebel-Kirche (Schliengen)

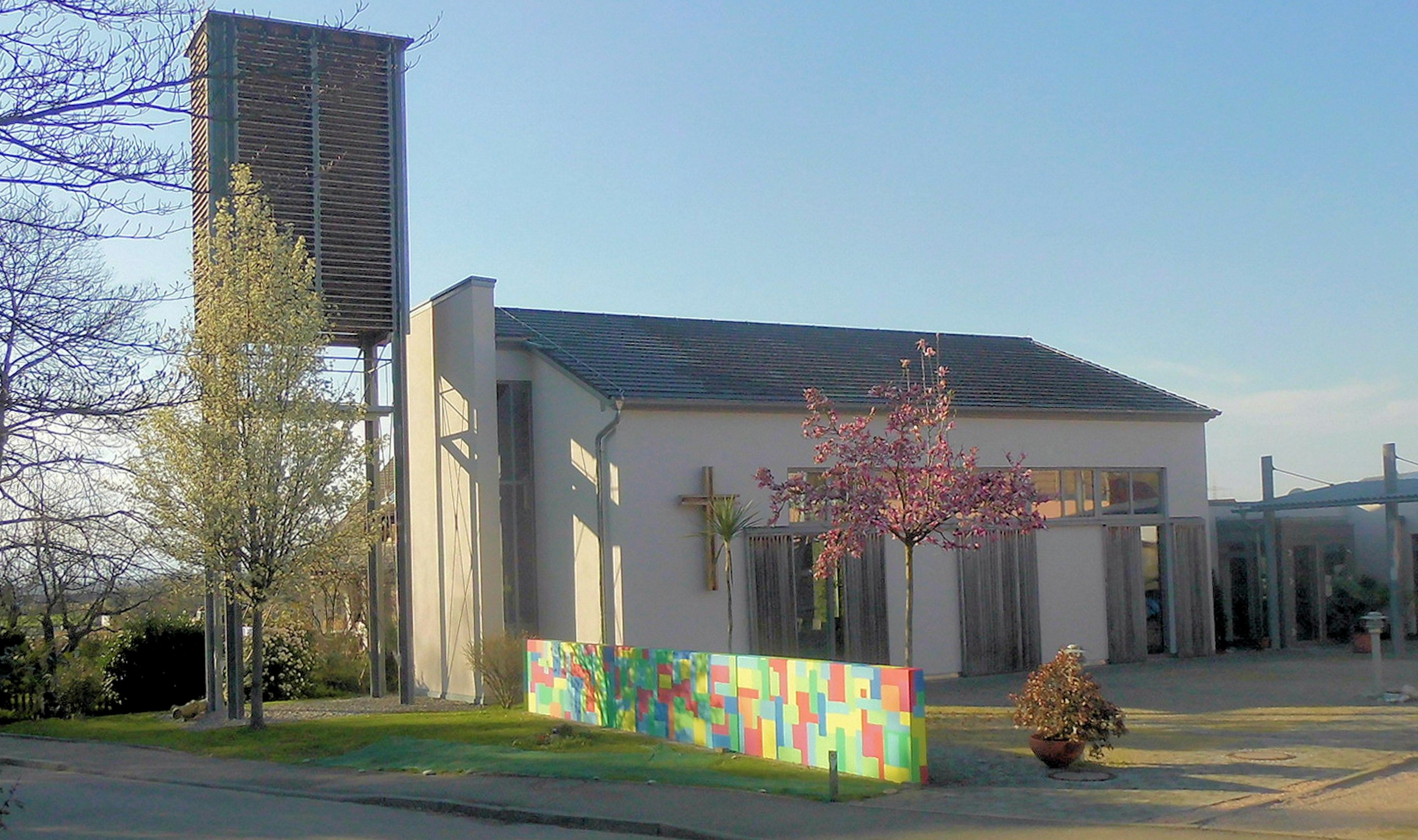
Prälat-Hebel-Kirche

Die Prälat-Hebel-Kirche in Schliengen, einer Gemeinde im Landkreis Lörrach, ist ein evangelisches Kirchengebäude, das im Stil der Moderne in den Jahren 2004 bis 2005 errichtet wurde. Die Kirche trägt den Namen des ersten Prälaten der badischen Landeskirche Johann Peter Hebel. Sie gehört zur Kirchengemeinde Auggen / Schliengen im Kirchenbezirk Breisgau-Hochschwarzwald der Evangelischen Landeskirche in Baden.

## Geschichte
Erste Bemühungen zum Bau der Kirche gehen auf die 1970er Jahre zurück. Nach eineinhalbjähriger Bauzeit wurde die Kirche am 18. September 2005 eröffnet. Der Entwurf der Kirche stammt vom Bad Krozinger Architekten Felix Ruch. Die Baukosten betrugen 940.000 Euro, wovon ein Drittel die Kirchengemeinde beisteuerte.

## Baubeschreibung
Das inmitten eines Wohnbaugebietes stehende Kirchenbauwerk besteht aus einer schlichten rechteckigen Saalkirche mit Satteldach. Die Fassade ist weiß verputzt. Im Kontrast dazu ist das Dach dunkel eingedeckt. Der Saalbau weist in der oberen Hälfte ein Fensterband auf. Ein schlichtes Kreuz an der Eingangsfassade kennzeichnet den Bau als Kirche. 
Der separate Glockenturm (Campanile), der die Kirchenglocken beherbergt, ist zur Straße ausgerichtet und ruht auf vier Metallstelzen. Oberhalb der Stelzenkonstruktrion bilden Schalljalousien zu allen Seiten die Fassade des Turms, der mit einem flachen Dach abgeschlossen wird.
Über einen Verbindungsgang ist das Kirchengebäude mit dem rückwärtigen, zweigeschossigen Gemeindezentrum verbunden, das über einen winkelförmigen Grundriss verfügt. Die Nutzfläche von Kirche und Gemeindezentrum beträgt 467 Quadratmeter. Eine Tür mit Windfang vor dem Verbindungsgang dient beiden Baukörpern als Eingang.